# Sommer-Universiade 2007/Badminton
Die Badmintonwettbewerbe der Sommer-Universiade 2007 fanden in der Thammasat-Universität in Bangkok vom 9. bis 15. August 2007 statt.

## Medaillengewinner
| Disziplin    | Gold | Silber | Bronze |
| ------------ | --- | --- | --- |
| Herreneinzel | Boonsak Ponsana | Chen Hong | Poompat Sapkulchananart |
| Herreneinzel | Boonsak Ponsana | Chen Hong | Liao Sheng-shiun |
| Dameneinzel  | Wang Yihan | Cheng Shao-chieh | Wang Lin |
| Dameneinzel  | Wang Yihan | Cheng Shao-chieh | Molthila Meemeak |
| Herrendoppel | Sudket Prapakamol Patapol Ngernsrisuk | Tsai Chia-hsin Hsieh Yu-hsing                                                                                               | Shen Ye Zhang Wei |
| Herrendoppel | Sudket Prapakamol Patapol Ngernsrisuk | Tsai Chia-hsin Hsieh Yu-hsing                                                                                               | Nuttaphon Narkthong Songphon Anugritayawon |
| Damendoppel  | Cheng Wen-hsing Chien Yu-chin | Tian Qing Pan Pan | Zhang Dan Wang Lin |
| Damendoppel  | Cheng Wen-hsing Chien Yu-chin | Tian Qing Pan Pan | Duanganong Aroonkesorn Kunchala Voravichitchaikul |
| Mixed        | Yoo Yeon-seong Kim Min-jung | Fang Chieh-min Cheng Wen-hsing                                                                                              | Chen Hong Zhang Dan |
| Mixed        | Yoo Yeon-seong Kim Min-jung | Fang Chieh-min Cheng Wen-hsing                                                                                              | Sudket Prapakamol Salakjit Ponsana |
| Mannschaft   | Thailand Salakjit Ponsana Soratja Chansrisukot Molthila Meemeak Duanganong Aroonkesorn Kunchala Voravichitchaikul Savitree Amitrapai Boonsak Ponsana Poompat Sapkulchananart Sudket Prapakamol Patapol Ngernsrisuk Nuttaphon Narkthong Songphon Anugritayawon | Volksrepublik China Tian Qing Zhang Dan Pan Pan Wang Lin Wang Yihan Gong Weijie Shen Ye Xu Chen Chen Hong Zhang Wei Xie Xin | Indonesien Richi Puspita Dili Nitya Krishinda Maheswari Nadya Melati Fransisca Ratnasari Tommy Sugiarto Alamsyah Yunus Bona Septano Mohammad Ahsan Tontowi Ahmad Viki Indra Okvana Pia Zebadiah   |
| Mannschaft   | Thailand Salakjit Ponsana Soratja Chansrisukot Molthila Meemeak Duanganong Aroonkesorn Kunchala Voravichitchaikul Savitree Amitrapai Boonsak Ponsana Poompat Sapkulchananart Sudket Prapakamol Patapol Ngernsrisuk Nuttaphon Narkthong Songphon Anugritayawon | Volksrepublik China Tian Qing Zhang Dan Pan Pan Wang Lin Wang Yihan Gong Weijie Shen Ye Xu Chen Chen Hong Zhang Wei Xie Xin | Chinesisch Taipeh Pai Min-jie Cheng Wen-hsing Yang Chia-chen Tsai Pei-ling Chien Yu-chin Cheng Shao-chieh Tsai Chia-hsin Chu Han-chou Fang Chieh-min Liao Sheng-shiun Lee Sheng-mu Hsieh Yu-hsing |

## Medaillenspiegel
| Rang | Land                | Gold | Silber | Bronze | Gesamt |
| ---- | ------------------- | ---- | ------ | ------ | ------ |
| 1    | Thailand            | 3    |        | 5      | 8      |
| 2    | Volksrepublik China | 1    | 3      | 4      | 8      |
| 3    | Chinesisch Taipeh   | 1    | 3      | 2      | 6      |
| 4    | Südkorea            | 1    |        |        | 1      |
| 5    | Indonesien          |      |        | 1      | 1      |
|      | Total               | 6    | 6      | 12     | 24     |